# Gyula Breyer

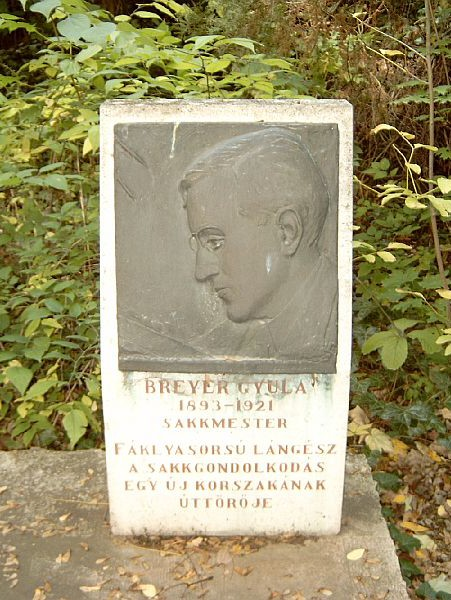
Graf

Gyula Julius Breyer (Boedapest, 30 april 1893 – Bratislava, 9 november 1921) was een Hongaarse schaker.
In 1912 werd hij kampioen van Hongarije. Gyula Breyer kon blindschaken.
Breyer overleed op 28-jarige leeftijd aan een hartaanval.

## Breyer in het Spaans
Hij heeft een tiental schaakvarianten op zijn naam staan, waarvan het Breyersysteem in de schaakopening Spaans wel de meest gespeelde is.
Dit verloopt als volgt: 1.e4 e5 2.Pf3 Pc6 3.Lb5 a6 4.La4 Pf6 5.0-0 Le7 6.Te1 b5 7.Lb3 0-0 8.c3 d6 9.h3 Pb8 10.d4 (diagram).